# Merkité

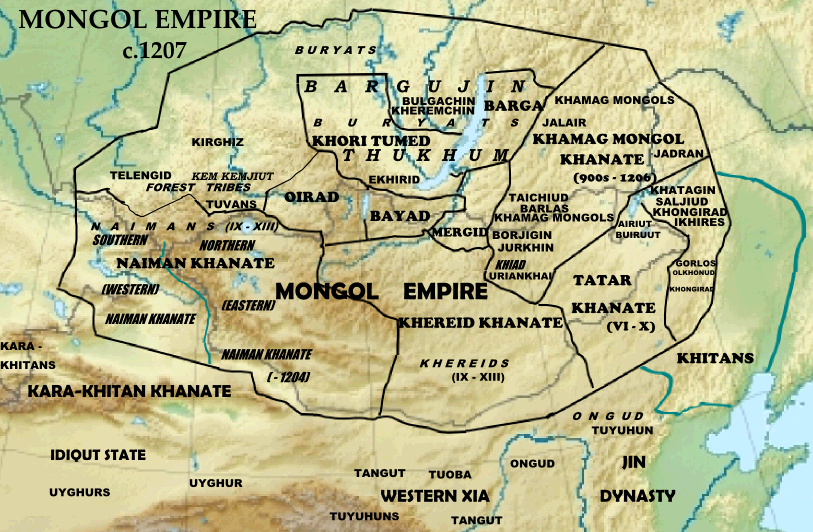
Merkiti a jejich sousedi kolem roku 1180

Merkité (mongolsky Мэргид) byl pravděpodobně mongolský nebo turkický, případně samodijský kmen doložený od konce 11. století. Začátkem 13. století byli Merkité násilně začleněni do mongolské říše. Žili v Zabajkalsku, na území současného Burjatska.

## Otázka etnické příslušnosti
Většina historiků se přiklání k mongolskému původu Merkitů, tato hypotéza pocházející od Rašíd ad-Dína. Další historici ale Merkity ztotožňují s jinými etniky.
K samodijské hypotéze o původu Merkitů se přiklonil Lev Gumiljov, který je zařadil k východní skupině jihosamodijských kmenů. Hypotézu dále rozpracoval V. A. Tugolukov, který si všiml informace o sobech „národa bekri“ u Marca Pola a také přítomnosti etnonym podobných Merkitům u zabajkalských Tunguzů.
V západní historiografii se potom rozšířila hypotéza o tureckém původu. Ruský historik A. V. Tivaněnko si ve prospěch této hypotézy všiml přítomností tureckých toponym v místech předpokládaného merkitského osídlení.

## Historie
Merkité začali figurovat v historických zápisech jako samostatné etnikum od konce 11. století. Podle čínských „Dějin Kitanů“ roku 1093 kitanský vojevůdce Wo-tche-la zaútočil na Merkity a porazil je.
Dělili se na tři větve: Uvas (Choas), Chát a Uduit. Poslední byli nejpočetnější a rozdělovali se na Ujkury, Mudany, Tudakliny a Džijuny.
Podle Tajné kroniky Mongolů byla Höelün, matka Temüdžina (známějšího jako Čingischán), původně zasnoubena Merkitu Čiledovi, ale unesl ji Temüdžinův otec Jesügej-bagatur. O generaci později třísetčlenný oddíl Merkitů podnikl nájezd na rodinu vdovy Höelün a neúspěšně se pokusil zabít Temüdžina. Útočníci alespoň zajali Temüdžinovu ženu Börte. Temüdžin k osvobození manželky zmobilizoval kromě vlastních následovníků spojenecké Kerejty v čele s Wang-chánem a Džadžiraty v čele s Džamuchou. Merkité, neočekávajíce jakoukoliv nepřátelskou akci, byli rozprášeni a Börte osvobozena. Mongolsko–merkitské nepřátelství potom přetrvávalo i v dalších letech.
Při prohlášení Temüdžina Čingischánem roku 1206 už Merkité patrně nepředstavovali samostatnou sílu. Přeživší splynuli s Mongoly nebo odkočovali na západ, kde se smísili s Kypčaky. V letech 1215–1218 Džebe a Sübetej porazili vzdorující Merkity vedené syny jejich bývalého chána Tochta-bekiho. Jejich zbytky přijali Kypčakové, což vyvalo nepřátelství a válku s Mongoly.
Někteří Merkité zaujali přední postavení v Mongolské říši. Merkitky Chulan, Töregene a Ogul-kajmiš se staly ženami Čingischána, Ögedeje a Güjüka. Merkité Bajan, Madžartaj a Togto stáli v čele vlády říše Jüan. Jejich potomci tvořili po vyhnání dynastie Jüan z Číny jeden z mongolských klanů.